# Wanda Davanzo
Wanda Davanzo, née Wanda Treichler le 4 septembre 1918 à Naples et morte à Sèvres le 16 octobre 2017, est une artiste peintre franco-suisse, appartenant au mouvement de l'abstraction lyrique.

## Biographie
Née d'une mère italienne et de père suisse d'origine zurichoise, elle passe son enfance et sa jeunesse à Paris où son père, peintre de facture classique, l’initie à la peinture. Elle complète cette formation par l'enseignement de la Grande Chaumière, parallèlement à ses études. En, 1940, elle s'installe à Cagnes-sur-Mer où elle rencontre de nombreux artistes dont Bram Van Velde, la famille Renoir, Jean Villeri et Marie Raymond. Elle découvre alors les possibilités illimitées de la peinture abstraite. Wanda Davanzo part en 1947 en Argentine où elle restera jusqu'à son retour en France en 1964.

### Vie personnelle
Wanda Davanzo se marie et part en 1947 en Argentine.
En 1978, elle épouse le sculpteur Jean Campa et s'installe à Sèvres où son travail s'intensifie.

## Œuvre
À Buenos Aires elle évolue dans un milieu médical et littéraire plutôt que pictural. Elle fait la connaissance du Docteur Aldo Pellegrini avec qui elle traduit Paul Éluard et René Daumal. Elle rencontre l'écrivain Ernesto Sábato. En marge des courants esthétiques pratiqués en Amérique latine, l'abstraction géométrique et l'art cinétique, elle élabore sa conception plastique de l'espace plein.
En Argentine, elle rencontre Michel Tapié qui lui apporte la certitude que sa recherche rejoint un courant de pensée qui commence à naître dans différents points du monde. En 1964 elle revient à Paris où elle vit désormais. Elle rencontre à nouveau Michel Tapié qui la fait participer à de nombreuses expositions. Consciente de la multiplicité des tendances de l'art contemporain, elle ressent la nécessité de réunir des artistes effectuant des recherches similaires, c'est la création du groupe V avec les peintres Roberto Altmann, Victor Laks, James Pichette, Zenderoudi, se liant d'amitié avec le peintre Gérard Schneider et le poète Guillevic elle participe depuis lors au courant de l’abstraction en lui apportant sa personnalité et l’énergie d’une vie entière. Ses nombreuses expositions à travers le monde ont jalonné les différentes étapes de cette peinture en mouvement.

## Expositions personnelles
- 1955 : Galeria Galatea, Buenos Aires, Argentine.
- 1957 : Galeria Van Riel, Buenos Aires, Argentine.
- 1958 : Galeria de los Independientes, Buenos Aires, Argentine.
- 1960 : Galerie Peuser, Buenos Aires, Argentine.
  - Setur, Porto Alegre, Brésil.
  - Galeria Pez Pirrot, Buenos Aires, Argentine.
- 1962 : Musée d’Art Moderne de Buenos Aires,Argentine.
  - Université de la Plata, Argentine.
- 1963 : Galeria “H”, Buenos Aires, Argentine.
- 1965 : Galerie du Haut Pavé, Paris, France.
- 1971 : Institut National d’Éducation Populaire, Vincennes, France.
- 1972 : Institut National d’Éducation de Marly.
- 1973 : Galerie Camille Renault, Paris, France.
- 1974 : Galerie de l’Université, Paris, France.
- 1975 : Centre d’Art et de Communication, Vaduz, Liechtenstein.
- 1976 : Galerie Forum, Paris, France.
- 1977 : Théâtre de la Renaissance, Paris, France.
- 1979 : FIAC, Paris, France.
- 1980 : SFGM, Paris, France.
  - Galerie Koryo, Paris, France.
  - Syn’Art, Paris, France.
- 1983 : Le Soufflet Vert avec Guillevic, Paris, France.
- 1987 : Galerie Suisse, Paris, France.
- 1988 : Fondation du Grand-Cachot-de-Vent, Neuchâtel, Suisse.
- 1989 : Galerie Suisse, Paris, France.
- 1990 : Galerie Françoise Bologneni, Thionville, France.
- 1992 : Galerie Françoise Bologneni, Thionville, France.
- 1993 : CETAD, Paris, France.
- 1993 : Musée Pierre Von Allmen, La Tène (Thielle-Wavre), Suisse.
- 1996 : J.-P. Chirié : Rétrospective, Paris, France.
- 2001 : Rétrospective - Chapelle St Louis de la Salpétrière, Paris, France.
- 2002 : Salon d’Art de St Laurent de Lolmie, invitée d’honneur.
- 2004 : Galerie Claire de Villaret, Paris, France.
- 2005 : MaatGallery, Paris, France.
- 2007 : Galerie Claire de Villaret, Paris, France.
- 2009 : Tour Navarre, Langres, France.
- 2014 : Galerie BOA, Paris, France
- 2016 : Galerie Cour16, Paris, France
- 2017 : Galerie Arnoux, Paris, France

## Expositions collectives
- 1962 : Musée d’Art Moderne de Buenos Aires, Argentine.
  - Exposition d’Art Moderne Martinez, Argentine.
- 1964 : Festival Méditerranéen, France.
- 1966 : Galerie Cimaise Bonaparte, Paris, France.
- 1969 : Galerie Cortina, Sapazi Astratti, Milan, Italie.
- 1971 : Galerie Symposium, Manheim et Cologne, Allemagne.
  - Interférences Européennes, Musée de Céret, France.
  - Symposium de Künste, Allemagne.
  - Galerie de l’Université, Paris, France.
- 1972 : Galerie de l’Université, Groupe V, Paris, France.
  - Galerie Cyrus, Espaces Autres, Paris, France.
  - Galerie Vercamer, Paris, France.
  - Espaces Abstraits II, Milan, Italie.
  - Maison de la Culture de Grenoble, Groupe V, France.
- 1973 : Centre Culturel de Toulouse, Groupe V, France.
  - Galerie II Giorno, Milan, Groupe V, Italie.
  - Galerie Del Leone, Groupe V, Tradate, Italie.
- 1974 : Palazzo del Diamanti di Ferrara, Groupe V, Italie.
- 1976 : Athénée du Luxembourg, Luxembourg.
  - Galerie de Maître Albert, Paris, France.
- 1977 : Maison de la Culture des Hauts de Belleville, Paris, France.
  - Galerie Christiane Collin, Paris, France.
- 1978 : Hauts de Belleville, Paris, France.
  - Musée de Dunkerque, France.
  - Musée de Saint Omer, France.
  - Signes et Espace, Crédit Chimique, Paris, France.
  - Galerie Lucia, Paris, France.
  - Galerie de Maître Albert, Paris, France.
  - Galerie de l'Université, Paris, France.
  - Université de Pavie, Italie.
  - Villa Cassati, Colonio Monzese, Italie.
- 1979 : Galerie Simone Badinier, Paris, France.
  - Hauts de Belleville, Paris, France.
  - Mairie du IIIe Arrondissement, Paris, France.
- 1980 : Galerie Koryo, Paris, France.
  - Galerie Spazio, Naples, Italie.
- 1981 : Galerie Luca Valencia, Italie.
- 1982 : Musée de Narbonne, France.
- 1985 : Mairie du VIe Arrondissement, Paris, France.
- 1999 : Galerie Petronas, Kuala Lumpur, Malaisie.
- 2000 : Ariane-Essor, Biarritz, France.

## Acquisitions des musées et fondations
- Musée d’Art Moderne de Buenos Aires, Argentine.
- Centro Internazionale de Richerche Estetiche, Turin, Italie.
- L’URAM, New York, USA.
- Palazzo del Diamanti di Ferrara, Italie.
- Centre d’Art et de Communication de Vaduz, Liechtenstein.
- Musée de Dunkerque, France.
- Musée de Saint-Omer, France.
- Musée de Roquebrune[Lequel ?], France.
- Musée d’Art Moderne de Paris, France.

## Réalisations monumentales
- 1975 : Mosaïque 6 m, Haut de Cagnes, France.
- 1980 : Mosaïque 8 m, Sèvres, France.
- 1980 : Vitrail 6 m, Société Vallourec, Paris, France.